# Guy Whittingham
Guy Whittingham (né le 10 novembre 1964 à Evesham dans le Worcestershire) est un footballeur anglais, qui évoluait au poste d'attaquant, avant de devenir ensuite entraîneur.

## Biographie

### Carrière de joueur
Guy Whittingham joue en Premier League avec les clubs d'Aston Villa et de Sheffield Wednesday. Il dispute 137 matchs dans ce championnat, inscrivant 27 buts.
Il joue également trois matchs en Coupe de l'UEFA.

### Carrière d'entraîneur
Il entraîne le club de Portsmouth de novembre 2011 à novembre 2013.

## Palmarès
| Portsmouth - Championnat d'Angleterre D2 : - Meilleur buteur : 1992-93 (42 buts). |  | Aston Villa - Coupe de la Ligue anglaise (1) : - Vainqueur : 1993-94. |